# Трудові пісні
Трудові пісні — пісні, в яких відображено трудову діяльність людини або ж пісні, які співають під час роботи.
Такі пісні варіюються від простого гудіння працівника до політично та соціально свідомих протестів проти умов праці чи якості життя працівників. Пісні, які співають на роботі, зазвичай призначені для зняття нудьги рід час монотонних рухів або підвищення ефективності через дотримання ритму. Із застосуванням гучної техніки виконання пісень під час праці зменшилося. Пісні другого типу зазвичай висловлювали почуття експлуатації, гордості, гіркоти та нудьги, в останні століття їх також використовували для поширення ідей або отримання підтримки.